# Площадь Украинских Героев (станция метро)
«Пло́щадь Украи́нских Геро́ев» (укр. Пло́ща Українських Геро́їв) — 22-я станция Киевского метрополитена. Расположена в Шевченковском районе, на Оболонско-Теремковской линии, между станциями «Майдан Незалежности» и «Олимпийская». Открыта 19 декабря 1981 года. Пассажиропоток — 29,3 тыс. чел./сутки (2011).
Является частью пересадочного узла между Оболонско-Теремковской и Сырецко-Печерской линиями.
«Площадь Льва Толстого» стала одной из 5 станций Киевского метрополитена, которые были предложены к переименованию в 2022 году, наряду с «Берестейской», «Героев Днепра», «Дружбы народов» и «Минской». 18 мая 2023 года на пленарном заседании Киевской городской рады депутаты проголосовали за переименование станции в «Площадь Украинских Героев».

## Конструкция
Станция глубокого заложения. Имеет три подземных зала — средний и два зала с посадочными платформами. Залы станции соединены между собой рядами проходов-порталов, чередующимися с пилонами. Средний зал при помощи эскалаторного туннеля с трёхленточным одномаршевым эскалатором соединён с подземным вестибюлем, который выходит в переход под площадью Украинских Героев. Наземный вестибюль отсутствует.

## Оформление
Образ станции, посвящённый творчеству великого писателя Льва Толстого, сделан сдержанно, но выразительно, с максимальным использованием подземного пространства. Вместо подчёркивания отдельных элементов акцент был сделан на пластичности всей конструкции и на эмоциональном впечатлении от отделочных материалов.
Облицовка белым мрамором пилонов повторяет линию конструкции, которую подчёркивает и замкнутая лента из анодированного под бронзу алюминия. Пол составлен из красного гранита. Бра и светильники, стилизованные под подсвечники, создают атмосферу первого бала Наташи Ростовой. Мало кто знает, но торцевая часть, закрытая решёткой, подсвечивалась красным светом.

## Пересадки
Станция «Площадь Украинских Героев» связана со станцией «Дворец спорта» эскалаторным туннелем с четырёхленточным одномаршевым эскалатором.

## Изображения

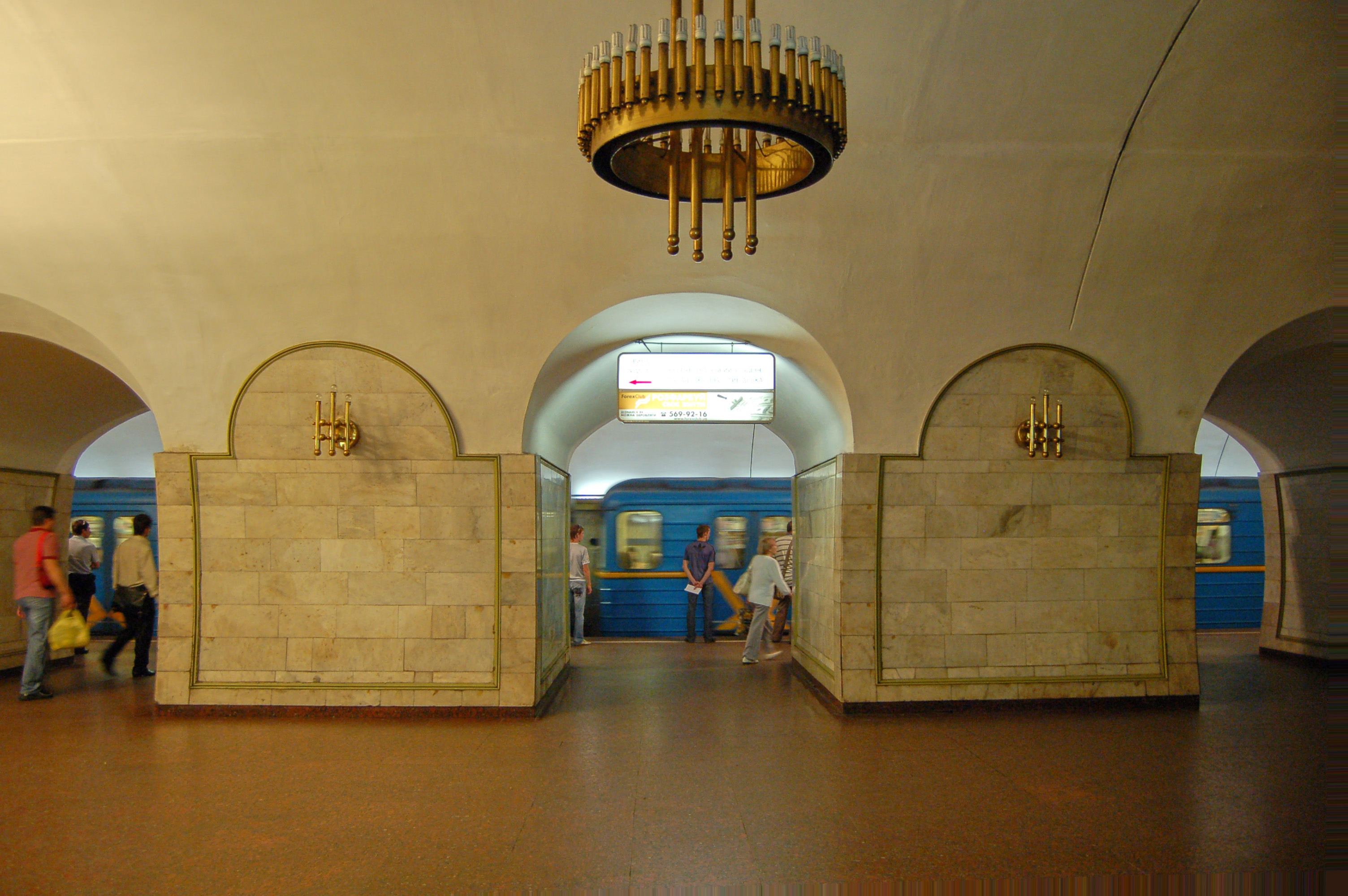
Форма пилонов
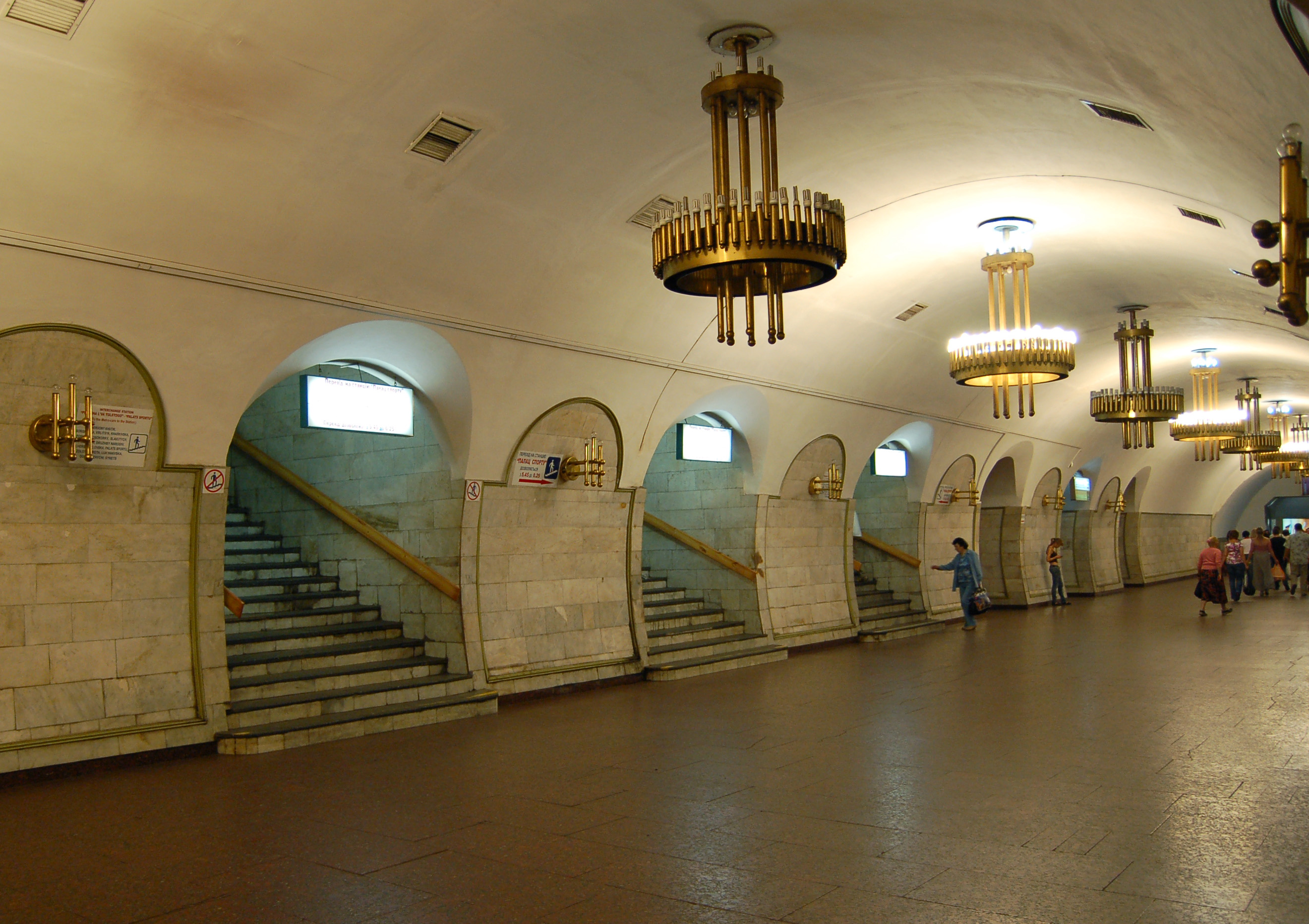
Лестницы перехода на станцию «Дворец спорта»
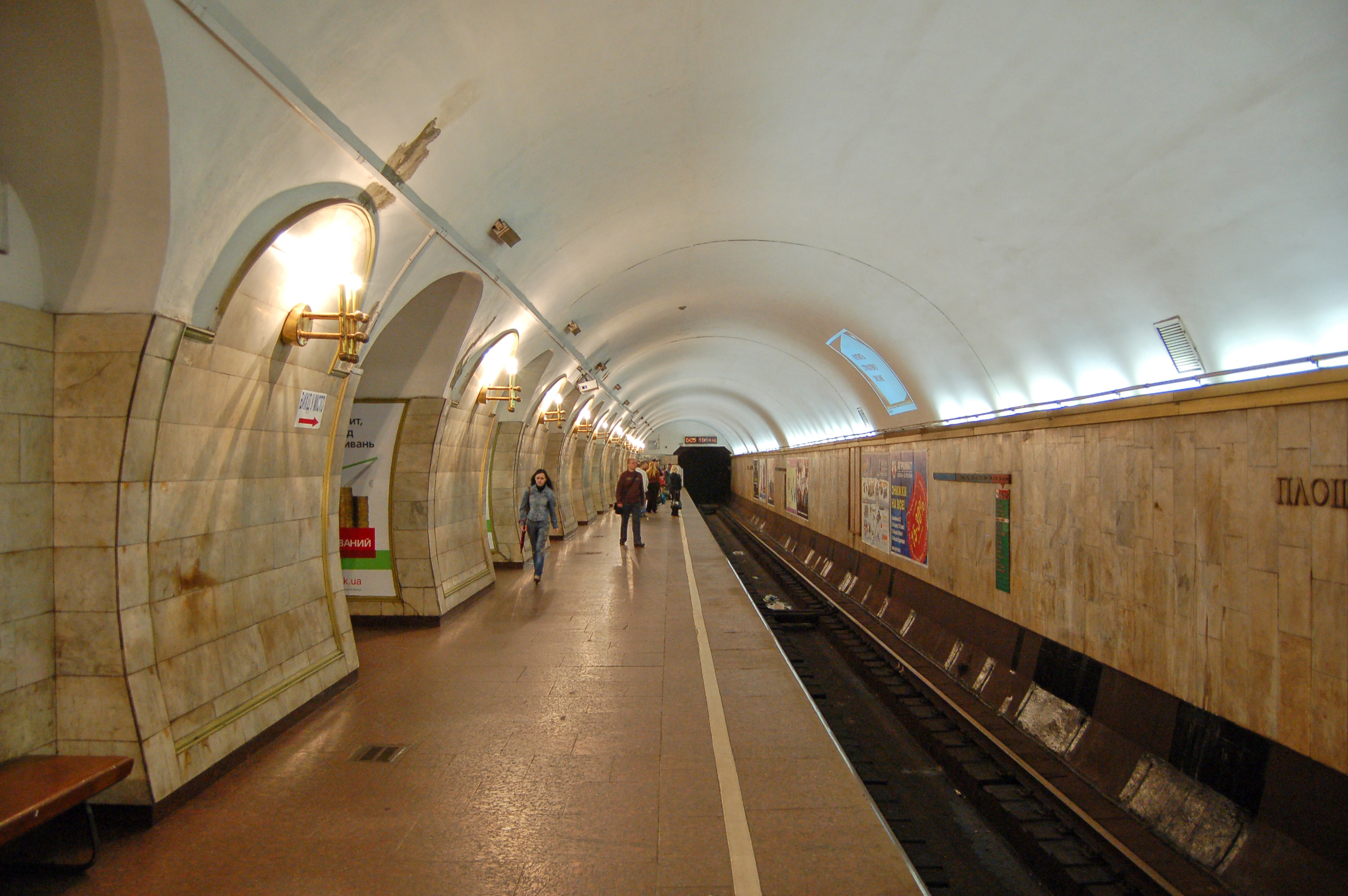
Посадочная платформа в сторону станции «Олимпийская»
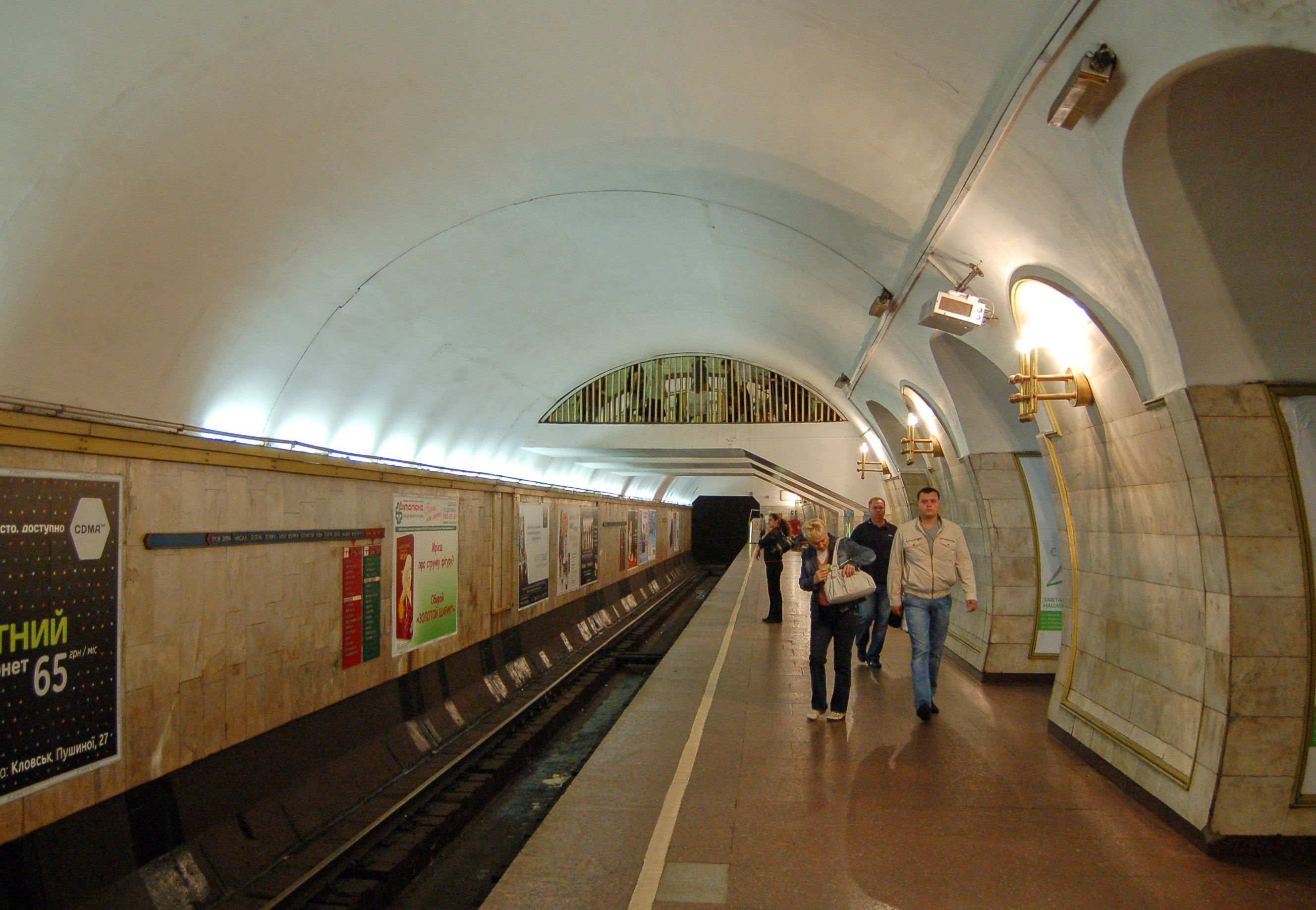
Посадочная платформа в сторону станции «Майдан Незалежности»
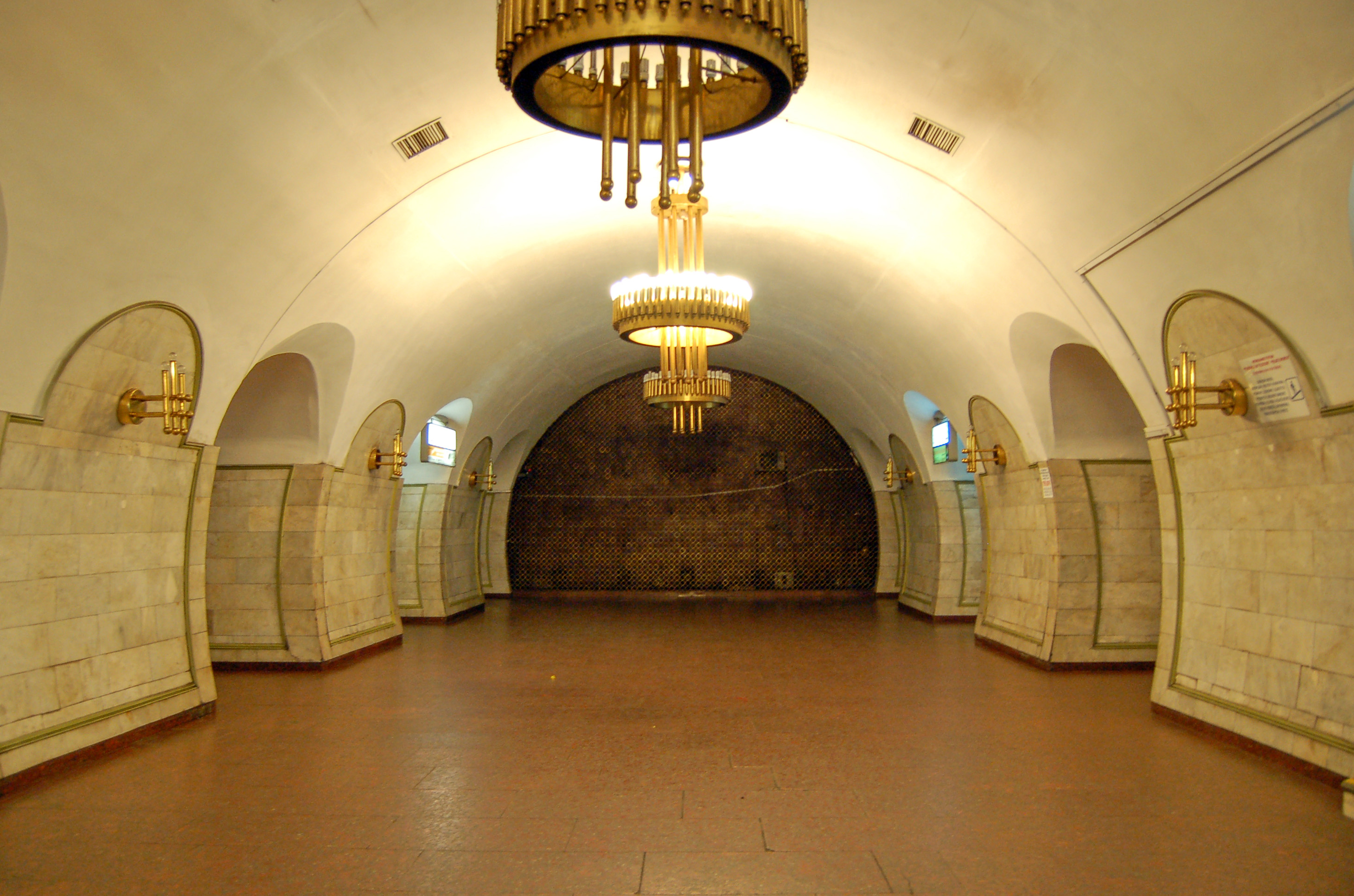
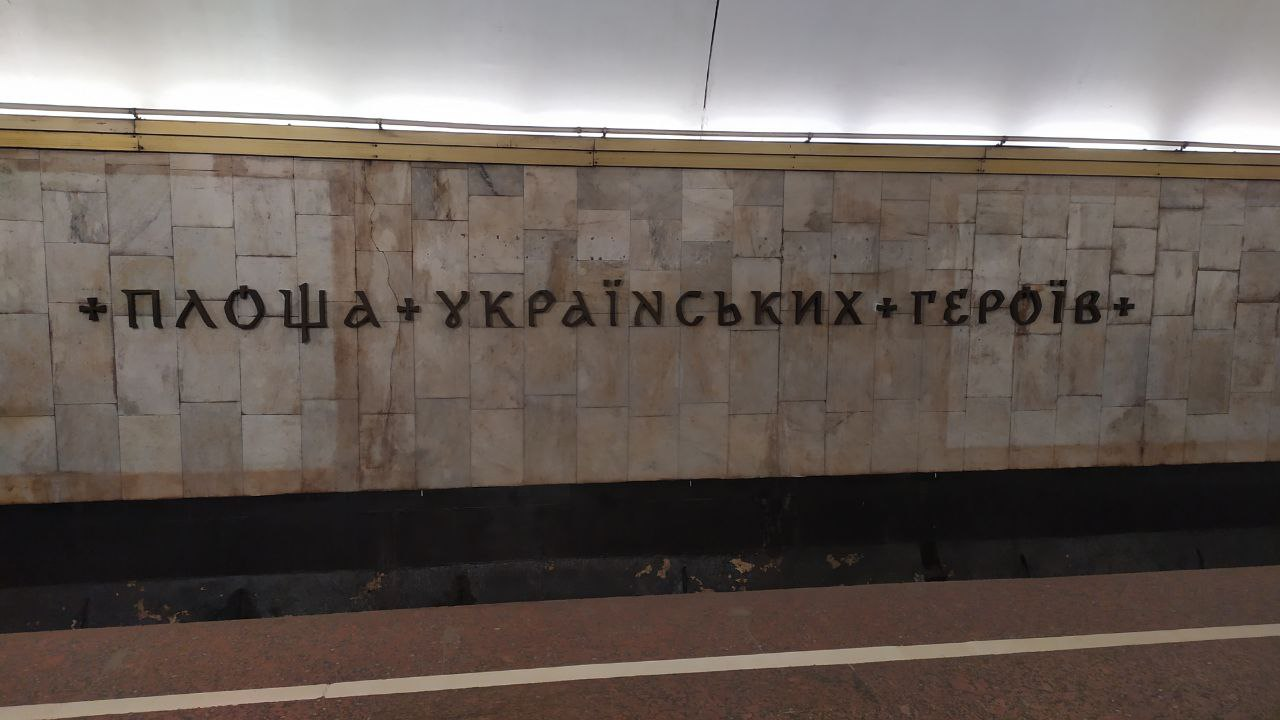
Нынешнее название станции на путевой стене
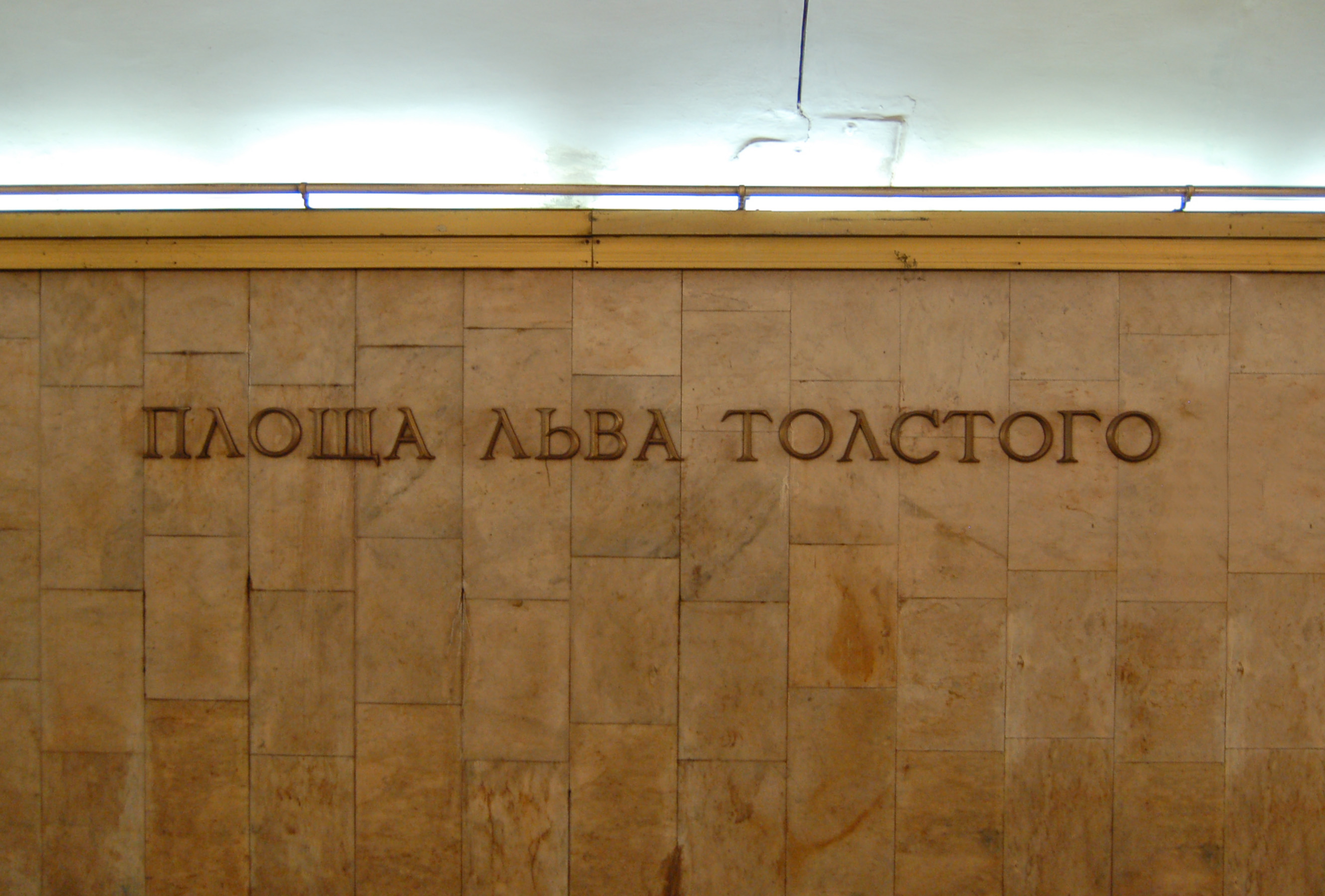
Бывшее название станции на путевой стене
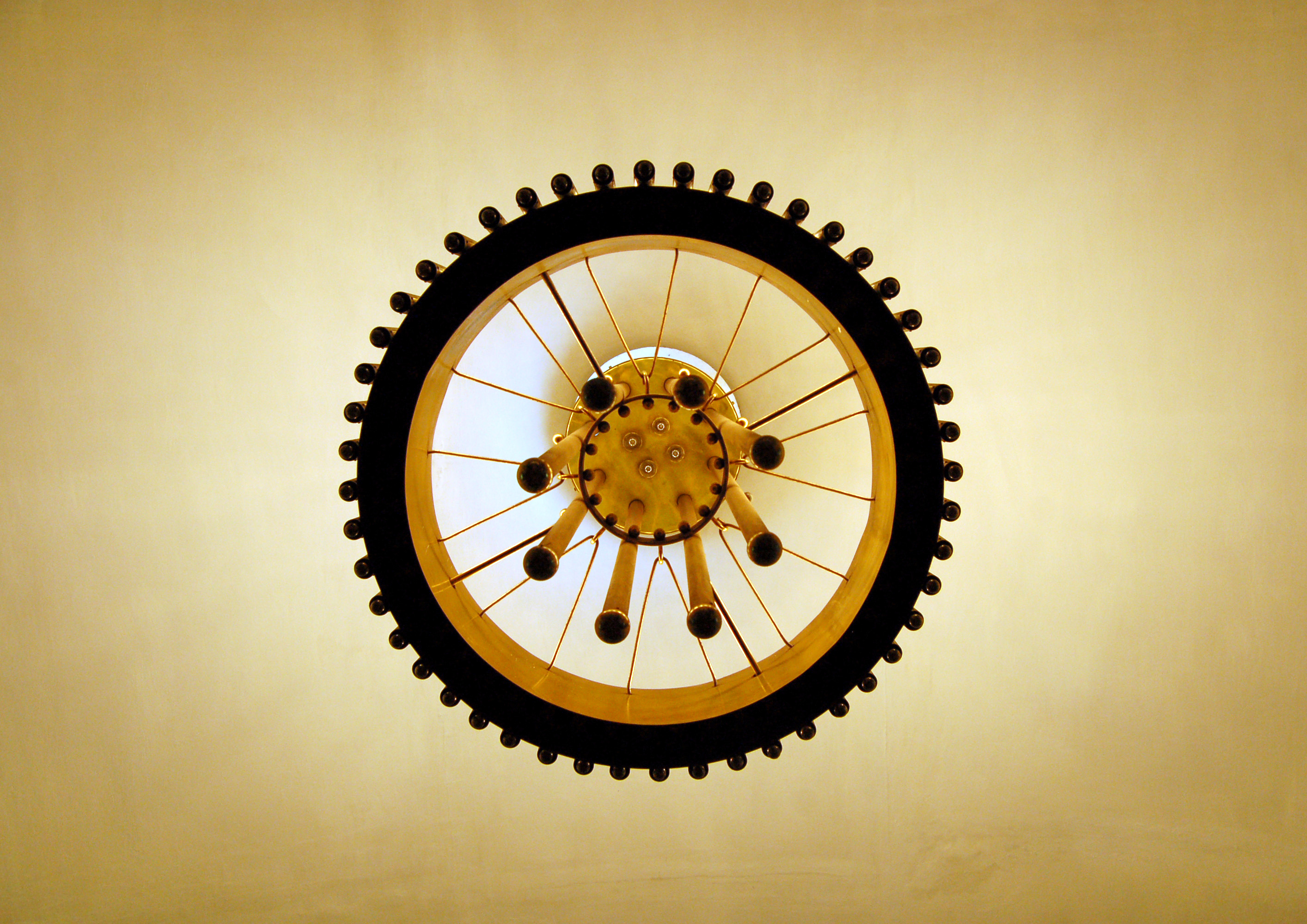
Светильник в центральном зале
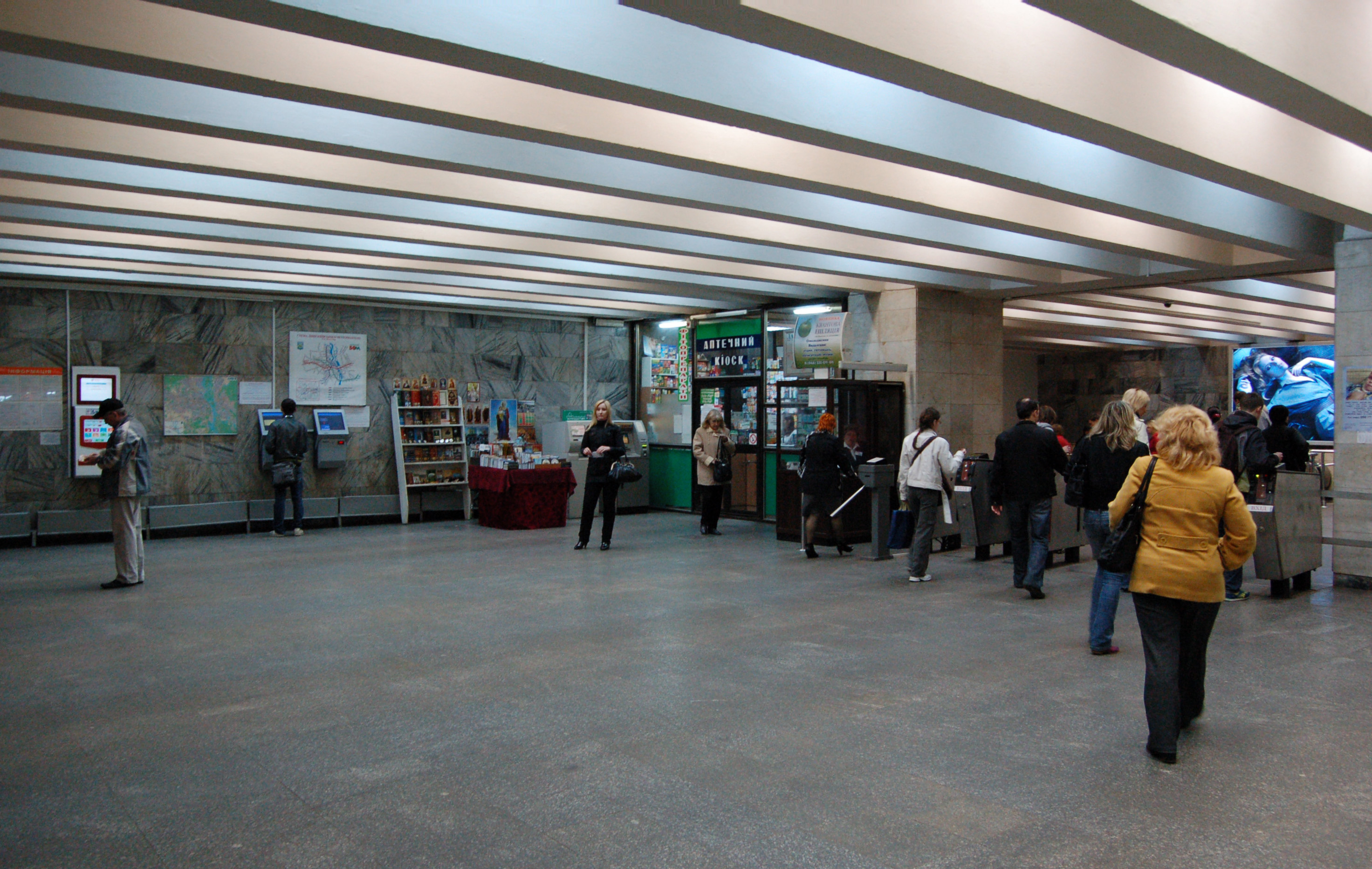
Интерьер кассового зала
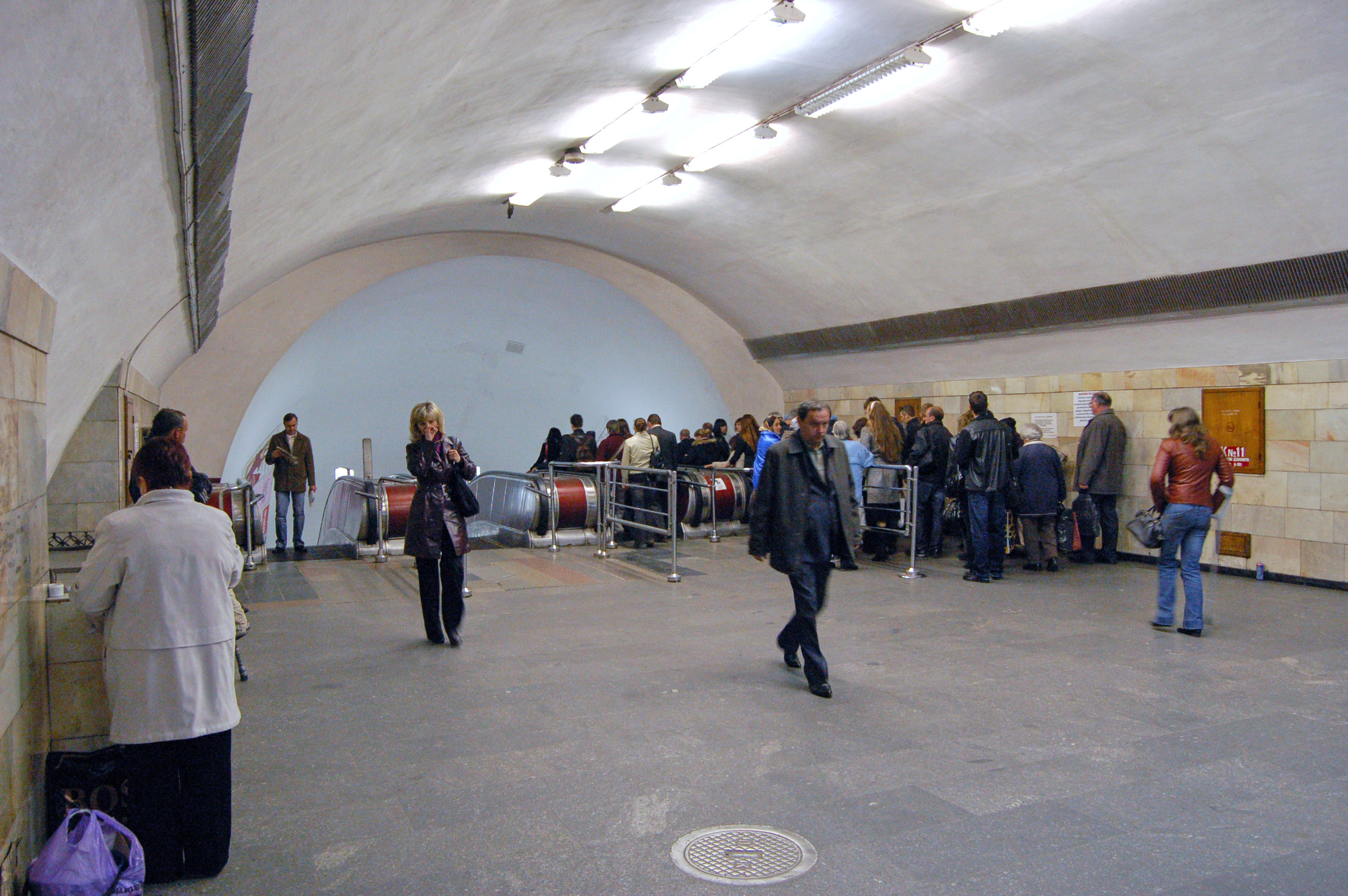
Аванзал перехода. Вид в сторону эскалаторов к станции «Дворец спорта»
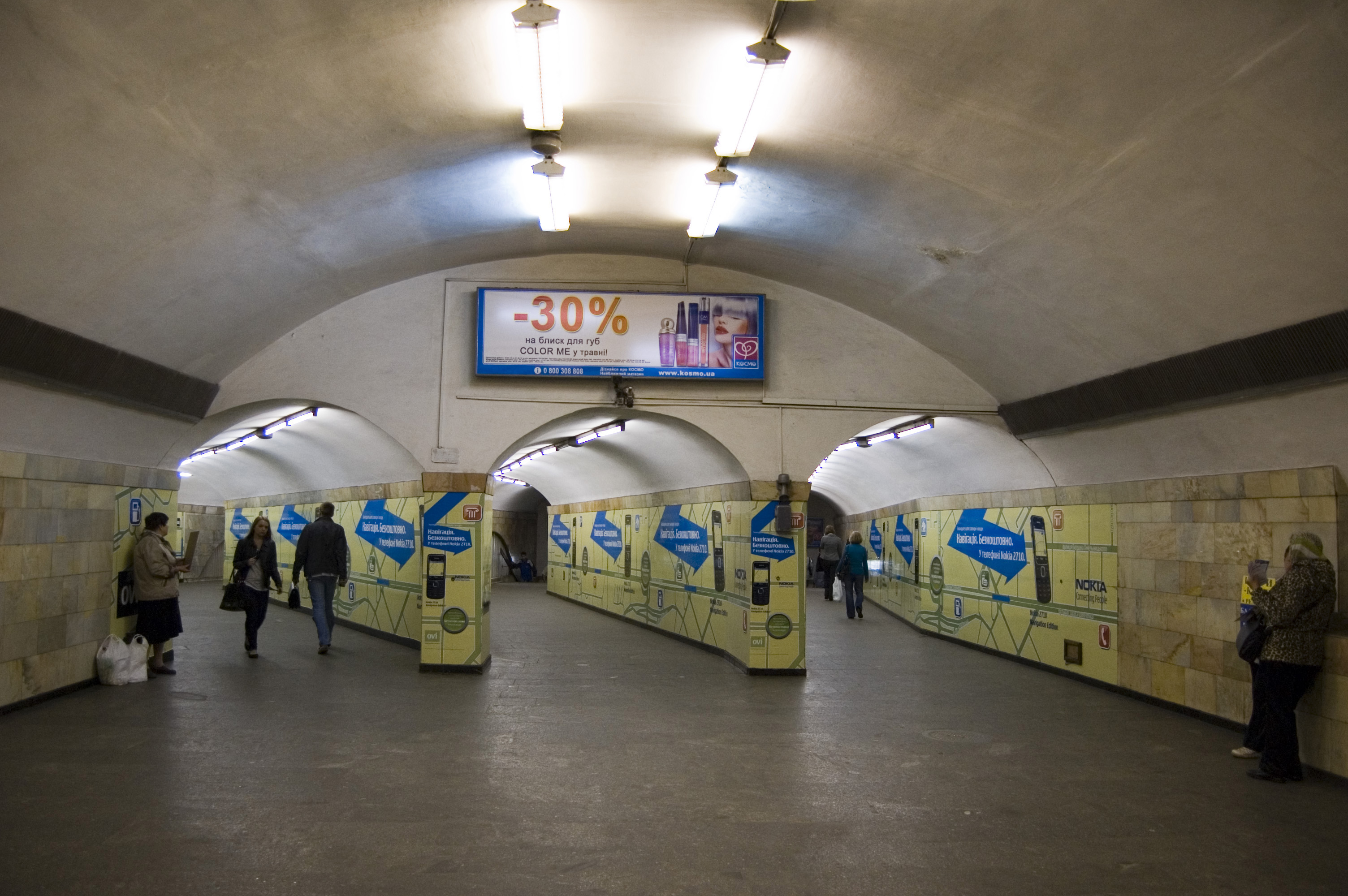
Аванзал перехода. Вид в сторону станции «Площадь Украинских Героев»

## Режим работы
Открытие — 5:40, закрытие — 0:11
Отправление первого поезда в направлении:

ст. «Героев Днепра» — 5:45

ст. «Теремки» — 5:50
Отправление последнего поезда в направлении:

ст. «Героев Днепра» — 0:16

ст. «Теремки» — 0:22
Переход на станцию «Дворец спорта» работает с 5:45 до 0:25.